# Shehnai
El Shehnai [Shenai, Sahnai, shahnai] es un instrument de vent de fusta de la família de doble llengüeta. Originari del nord i l'oest de l'Índia i Pakistan.

## Origen
Va arribar a Àsia del Sud per mitjà del els encaixos naubat originaris de l'Àsia central, igual que la seva versió del sud, el Nadaswaram; i com aquests es fa servir especialment en cerimònies en temples i matrimonis.

## Descripció
Es un instrument cònic, té uns 50 centímetres de mesura i és fet de fusta amb un pavelló de metall.
Normalment té 7 orificis equidistants davanters (pot variar de 6 a 8) i gairebé sempre no té orifici del darrere per al polze. Posseeix un rang de dues octaves i se'l considera un instrument molt difícil de dominar. La connexió entre la llengüeta i el cos es fa mitjançant un tudell embolicat en fil per evitar les fuites d'aire. No és estrany veure que del coll de l'instrument pengin un mandril metàl·lic, diverses llengüetes de recanvi i un protector de canyes que manté aquesta en la posició indicada quan no està en ús.
A diferència de diversos instruments similars, el shehnai no té un disc metàl·lic on donar suport a la boca, cosa que fa que el contacte entre la canya i els llavis de l'intèrpret sigui directe, similar a un oboè o un fagot; això és comú entre els instrumentista de doble canya dins de la tradició indostànica.

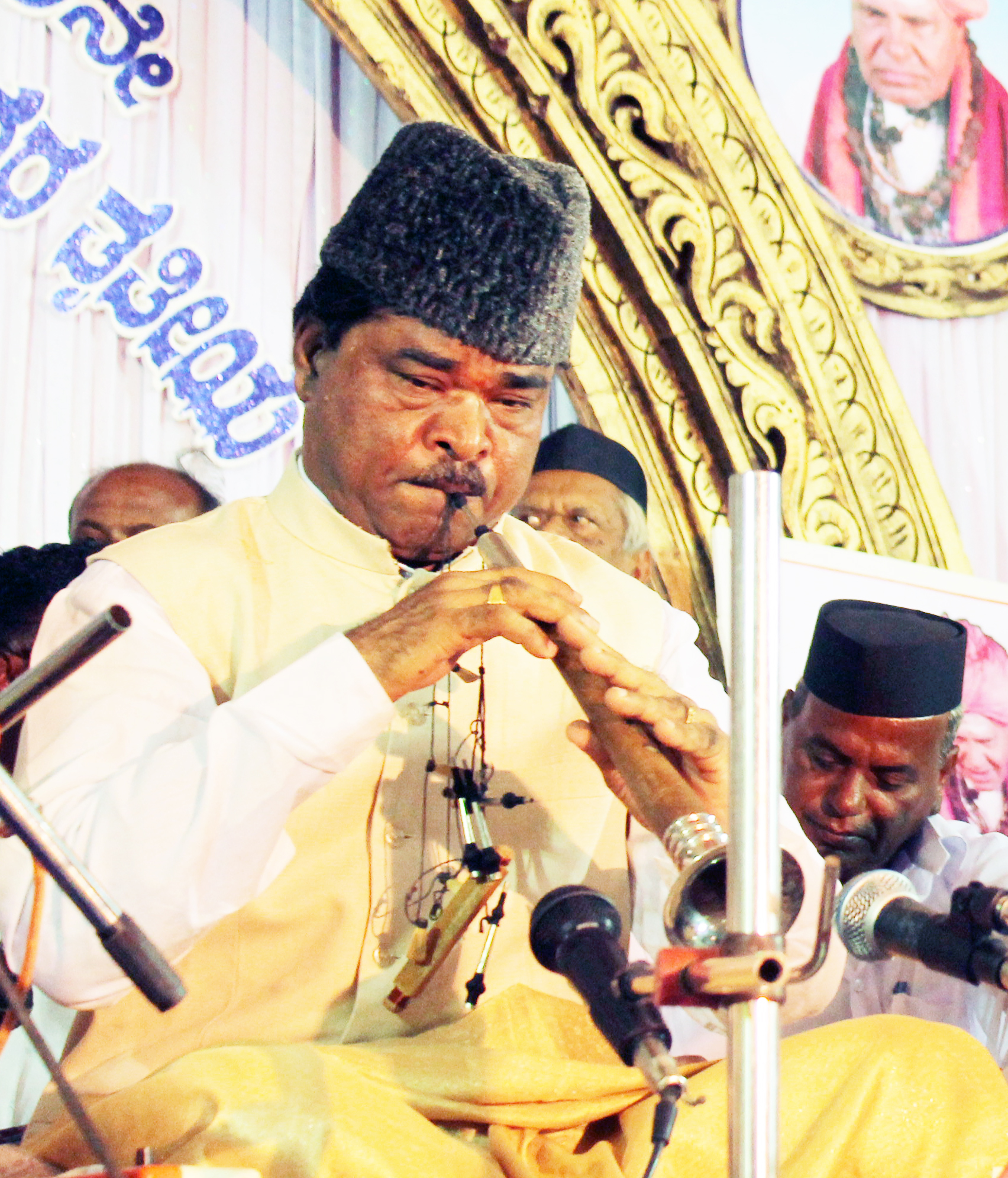
Interpret de Shehnai

Com la majoria dels instruments de vent indis, no posseeix claus i els orificis són coberts per la segona falange del dit i no per la punta. L'ordre de les mans no és arbitrari, però la que es tria posar més a prop de l'embocadura sempre usa 3 dits; mentre que la que queda més allunyada cobreix els forats sobrants amb 4.

## Interpretació
Quan l'intèrpret tanca i obre els forats, sol emprar diferents tècniques per generar des microtons fins amplis glissandos, que contrastats amb les frases més pronunciades per l'articulació de la llengua, formen el llenguatge característic de l'instrument.
Comunament el shehnai és acompanyat per un sur —pràcticament un shehnai sense forats— que fa la funció de mantenir una nota pedal. Avui és més comú veure-ho reemplaçat per un surpeti, una caixa de sons pedals generats per llengüetes lliures molt comú en les músiques de l'Índia.
Els intèrprets més destacats són Bismillah Khan, qui el va introduir a la sala de concerts allunyat del seu context cerimonial, i Ali Ahmed Hussain Khan, considerat el John Coltrane de l'instrument.